# Sawney Bean
Alexander "Sawney" Bean (East Lothian, XVI secolo – ...) è stato un assassino seriale britannico e capo di un clan di 48 persone della Scozia del XVI secolo, giustiziato per aver commesso un migliaio di omicidi in serie e aver compiuto atti di cannibalismo sulle sue vittime.
La sua storia è riportata sul Newgate Calendar, un registro dei crimini commessi redatto nel carcere di Newgate a Londra. La storia è diventata leggendaria e il suo sfruttamento contribuisce a sostenere l'industria del turismo della zona di Edimburgo.

## La leggenda di Sawney Bean
Secondo il Newgate Calendar, Alexander Bean nacque nell'East Lothian nel corso del XVI secolo. Suo padre era uno scavatore di fossati e un potatore di siepi e Bean tentò di continuarne l'opera, realizzando però ben presto di non essere affatto portato per guadagnarsi il pane con un lavoro onesto. Per questo motivo, egli si allontanò da casa insieme ad una donna dalle abitudini dissolute, Agnes Black, che apparentemente ne condivideva le inclinazioni, e la coppia si stabilì in una caverna lungo la costa a Bannane Head nel Galloway (ora chiamato Ayrshire Meridionale), dove visse per 25 anni senza contatti con la civiltà esterna. La caverna era profonda circa 183 metri e quando c'era l'alta marea il suo ingresso era bloccato dall'acqua; si dice che si sia trattato dell'attuale Bannane Cave, che si trova nell'Ayrshire tra Girvan e Ballantrae.
Ebbero molti figli e nipoti, frutto di incesti e dissolutezza. La loro discendenza arrivò a comprendere 8 figli, 6 figlie, 18 nipoti maschi e 14 nipoti femmine. Dal momento che non avevano alcuna intenzione di procurarsi un lavoro onesto il clan prosperò invece tendendo imboscate e agguati notturni a singoli viaggiatori o a piccoli gruppi, uccidendoli e depredandoli. I corpi delle vittime venivano riportati alla caverna, dove erano smembrati e divorati. Alcune parti erano conservate in salamoia, mentre gli scarti venivano talvolta sparsi per le spiagge circostanti. Gli abitanti dei villaggi vicini si accorgevano delle sparizioni e dei resti di corpi, ma la famiglia durante il giorno se ne stava rintanata nella caverna, effettuando le proprie incursioni soltanto di notte. Mantenevano la propria esistenza così segreta che i locali rimasero a lungo ignari della presenza dei 48 assassini che vivevano vicino a loro.
Nel disperato tentativo di fare giustizia gli abitanti dei villaggi linciarono diversi innocenti, incolpandoli dei crimini dei Bean, ma le persone continuavano a sparire. Spesso i sospetti cadevano sui gestori delle locande, perché erano gli ultimi a vedere vive molte delle persone che sparivano. Una fatidica notte il clan dei Bean assalì una coppia di coniugi che tornava a cavallo da una fiera, ma l'uomo oppose una strenua resistenza, tenendo a bada con la spada e la pistola gli aggressori, che però riuscirono a tagliare la gola alla donna. Prima che potessero aver ragione anche del marito sopraggiunse un nutrito gruppo di viandanti e i Bean fuggirono via.
Dopo che l'esistenza dei Bean venne finalmente scoperta, non ci volle molto prima che re Giacomo I venisse a conoscenza delle loro atrocità e decidesse di dar loro la caccia con uno squadrone di 400 uomini e con mute di cani, riuscendo presto a trovare la caverna di Bannane Head, piena di resti umani. I membri del clan furono catturati vivi e portati in catene nel carcere di Edimburgo; furono quindi trasferiti a Leith o a Glasgow, dove furono giustiziati in fretta e senza alcun processo. Agli uomini vennero amputati i genitali e mozzati mani e piedi, lasciandoli morire dissanguati, mentre le donne e i bambini, dopo che assistettero al supplizio degli uomini, furono bruciati vivi. La pena richiamò, nella sostanza se non nel dettaglio, la punizione dello squartamento, che all'epoca veniva comminata per i colpevoli di tradimento, mentre le donne accusate dello stesso reato erano appunto messe al rogo.
Nella cittadina di Girvan, che si trova nelle vicinanze dei luoghi incriminati, circola anche un'altra leggenda riguardante il mostruoso clan. Si dice che una delle figlie di Sawney Bean avesse lasciato la famiglia e si fosse stabilita in paese, dove aveva piantato un albero chiamato Hairy Tree. Dopo la cattura della sua famiglia la sua identità venne scoperta e gli abitanti del paese, inferociti, la impiccarono a un ramo dell'albero stesso.

## Fonti e verosimiglianza
Sawney Bean è spesso considerato una figura immaginaria. La zona dell'Ayrshire è nota per il carattere tenebroso del suo folclore, e la scarsa verosimiglianza del fatto che una cinquantina di persone possano aver evitato la cattura per un quarto di secolo ha diffuso il seme dello scetticismo tra molti storici (considerando tuttavia le circostanze storiche e sociali dell’epoca).
Il gran numero di sparizioni nella zona avrebbe dovuto spingere a indagini ben più sollecite; e, se furono davvero condotte ampie ricerche delle persone scomparse, è strano che nessuno abbia mai pensato di guardare dentro la caverna. Inoltre c'è un'evidente carenza di fonti scritte; una simile sequenza di atrocità, che avrebbero richiesto persino l'intervento del re, dovrebbe essere stata registrata in vari testi storici, ma non se ne è trovata traccia.
La leggenda di Sawney Bean comparve per la prima volta in riviste inglesi scandalistiche di basso livello, il che ha portato alcuni a sospettare che la storia sia stata una forma di propaganda politica per denigrare gli scozzesi in seguito all'insurrezione giacobita.

## Trasposizioni cinematografiche
- La storia di Sawney Bean ha ispirato Wes Craven per il suo film cult horror Le colline hanno gli occhi del 1977.
- La storia di Sawney Bean ha ispirato anche il regista Rob Schmidt per il suo film Wrong Turn del 2003.
- La storia di Sawney Bean ha in parte anche ispirato Christian Viel per il suo film Evil Breed: The Legend of Samhain del 2003.

## Riferimenti nella cultura di massa
- Lo scrittore statunitense Jack Ketchum ha scritto alcuni romanzi basati sulla storia di Sawney Bean. Due di essi sono stati trasposti in versione cinematografica con lo stesso titolo: Offspring e The Woman.
- Nell'anime/manga L'attacco dei giganti, nel 15º episodio, in una scena il maggiore Hanji, parlando col protagonista, gli racconta di come ha interagito con due giganti una volta che sono stati catturati, e parlando con i titani, ha raccontato proprio la storia di Sawney Bean e del suo clan, dando addirittura dei nomi ai due mostri: uno l'ha chiamato Sawney e l'altro Bean.
- Nel videogioco western Red Dead Redemption 2, sono presenti molte gang criminali in qualità di antagonisti che i protagonisti del gioco, Arthur Morgan e John Marston, si ritrovano a dover fronteggiare. Tra di queste figura anche il cosiddetto Clan MunFree, i cui membri sembrerebbero fortemente ispirati a Sawney Bean e la sua famiglia: come loro infatti, i MunFree sono una banda di serial killer psicopatici, per lo più parenti nati da relazioni incestuose, che popolano le grotte di una foresta e compiono assalti agli ignari viaggiatori, uccidendoli in modo cruento.
- Il personaggio viene citato nel racconto Il sovrano del Glen dello scrittore Neil Gaiman.
- Nel numero 9 di Nick Raider, Caccia all'uomo, pubblicato nel febbraio del 1989, nella sezione iniziale dedicata ai grandi criminali si racconta la storia di Sawney Bean, con una illustrazione di Michele Pepe.
- Nel numero 31 di Samuel Stern, Il corpo e il sangue, scritto da Marco Savegnago e disegnato da Vincenzo Acunzo, oltre che citare Sawney Bean e la sua famiglia, si dà una rilettura della storia.